# 吉川市
吉川市（日语：／ Yoshikawa shi */?）是日本埼玉縣東南部的城市。1996年（平成8年）实施市制。市制实施前隶属北葛饰郡。
人口約7萬人。

## 概要
- 吉川市位于埼玉县东南部，距离东京都中心约20公里，夹在江户川和中川之间，是一座水绿丰盈的城市。除自然堤防等地外，整体为起伏较少的平坦低地。古时因水运繁荣，以鲶鱼料理为代表的河鱼料理闻名。作为距离都心1小时通勤圈内的住宅区，却拥有被河流和田园环绕的慢节奏生活，因此人口流入呈增长趋势。受吉川美南地区开发和商业设施引进等影响，近年来也越来越多地被电视节目报道。
- 市中央部有一个以“以人为本的城镇建设”为理念打造的区域，名为吉川清美野。吉川清美野是由UR都市机构（原都市基盘整备公团）自1988年度（昭和63年度）开始开发的总面积约62公顷的街区。1997年度（平成9年度），吉川清美野的社区道路荣获都市景观大奖。此后，又于1999年度（平成11年度）获得“彩之国埼玉景观奖”，并在2001年度（平成13年度）获得同奖项的鼓励奖。如今[具体时间未定]，该地区已拥有公园、街道、购物中心、学校、幼儿园以及市民交流中心“おあしす”等完善的设施。
- 在武藏野操车场的旧址，以吉川美南站为中心的新城区建设正在推进中。

## 历史
自中世以前，这一地区便是稻作种植地带，并被称为“二乡半领”。进入江户时代后，该地区成为幕府直辖领地（天领），由于靠近大消费地江户，并且得益于中川的水运便利，稻作农业愈加兴盛。  
吉川市的范围在中世以前全部属于下总国，但在江户时代初期，除了平方新田和深井新田以外的区域被划归武藏国。
- 1871年（明治4年）11月14日（旧历） - 浦和县、忍县、岩槻县三县合并，埼玉县诞生。
- 1889年（明治22年）4月1日 - 设立北葛饰郡吉川村、旭村、三轮野江村。
- 1895年（明治28年）4月1日——原属千葉縣東葛飾郡新川村的飛地（位于江戶川西岸的平方新田和深井新田的一部分）被编入三輪野江村。[1]
- 1915年（大正4年）11月1日——吉川村施行町制，成为（旧）吉川町（よしかわまち）。
- 1955年（昭和30年）3月1日——吉川町、旭村、三輪野江村合并，形成（新）吉川町。
- 1973年（昭和48年）4月1日——国铁武藏野线开通，吉川站开始运营。
- 1976年（昭和51年）——人口超过3万人。
- 1982年（昭和57年）——人口超过4万人。
- 1991年（平成3年）——人口超过5万人。
- 1996年（平成8年）4月1日——吉川町单独施行市制，成为吉川市（施行市制时人口：53,443人）。
- 2005年（平成17年）——人口超过6万人。
- 2006年（平成18年）——埼玉县吉川保健所与草加保健所及越谷保健所合并，成为埼玉县越谷保健所吉川分室。
- 2010年（平成22年）——埼玉县越谷保健所吉川分室被废除，归入埼玉县草加保健所管辖。
- 2012年（平成24年）3月17日——武藏野线吉川美南站开通。[2]
- 2015年（平成27年）2月7日——人口超过7万人。
- 2019年（令和元年）——在清美野1丁目市民交流中心「おあしす」旁，吉川市新市政厅大楼完工。

## 交通

### 鐵路
東日本旅客鐵道
- 武藏野線：吉川站 - 吉川美南站